# ゴジラ対メガロ
- ゴジラシリーズ > ゴジラ対メガロ
- 東宝チャンピオンまつり > ゴジラ対メガロ

『ゴジラ対メガロ』（ゴジラたいメガロ）は、1973年（昭和48年）3月17日に公開された特撮映画。「ゴジラシリーズ」の第13作であるとともに、「東宝チャンピオンまつり」の一編でもある。カラー、シネマスコープ。略称は『メガロ』『対メガロ』。監督は福田純、主演は佐々木勝彦。観客動員数は98万人。
公開当時のキャッチコピーは「海底王国のすごいやつメガロ！ 傷だらけのゴジラ必殺のウルトラC！」。

## 概要
東宝怪獣特撮映画第25作。
前作『地球攻撃命令 ゴジラ対ガイガン』に引き続き、ゴジラは怪獣島を住みかとしており、正義の自我に目覚めたロボット・ジェットジャガーの要請を受けて出動する「正義の怪獣」として描かれた。物語はジェットジャガーが中心であり、ゴジラはその助っ人という位置づけになっている。
主題歌の歌手に当時の大ヒット特撮テレビドラマ『仮面ライダー』（東映、毎日放送）で知られる子門真人を起用したほか、ゴジラと共闘するジェットジャガーのテレビヒーロー調デザインや理屈抜きの巨大化の描写など、当時の「変身・怪獣ブーム」によってテレビを中心に量産されていた巨大ヒーロー番組の影響を少なからず受けている。東宝も本作品の公開後には東宝映像で制作した特撮テレビドラマ『流星人間ゾーン』（日本テレビ）にゴジラやガイガン、キングギドラを登場させ、設定の発展を試みている。
一方、『ゴジラ対ヘドラ』以後は公害をテーマとしていたゴジラシリーズにおいては、久々に（そして昭和ゴジラシリーズでは最後の）「反核」をテーマに置いた作品であり、ラストは地上の人間の核実験を反省する主人公たちの会話で締めくくられる。ただし、ストーリー自体はテーマ性よりも怪獣同士の戦いに重きを置いている。
アメリカでは、シネマ・シュアーズ社による配給で1976年4月に公開。英語の吹き替えは東宝によるもので、香港で録音された。トラック運転席のヌードポスターなどのシーンがカットされ、81分に短縮されている。1977年にNBCで放送された際には50分に短縮され、ジョン・ベルーシがゴジラのスーツを着て司会を担当した。1980年代から1990年代までの一時期、アメリカでは本作品がパブリックドメインになったと誤解され、安価なビデオソフトが数多くリリースされた。これらの安価なビデオソフトは79分にカットされている。
アメリカでは繰り返しテレビ放映されていたため、本作品の熱狂的なファンが日本よりも多いとされる。

## ストーリー
197X年、アリューシャン列島のアスカ島にて行なわれた第2回国際地下核実験は太平洋の大部分に巨大地震を発生させ、湖底の地割れの中に湖水が消失するなどの影響を与えた結果、ゴジラやアンギラスが暮らす怪獣島はもとより、シートピア海底人が暮らすシートピア海底王国も国土の北地区が壊滅するなど甚大な被害を受ける。300年続いた平和が破られたことで地上人への復讐に燃えるシートピアの司令・アントニオは大規模な地殻変動を発生させたうえ、自国の守護神である怪獣・メガロを派遣して地上を攻撃させる。メガロは迎え撃つ防衛隊を壊滅させ、市街地やコンビナートを次々と破壊する。さらに、シートピアは青年科学者・伊吹吾郎の製造した等身大ロボット・ジェットジャガーを強奪し、工作員による操作で水先案内を行わせる。
だが、吾郎の持つペンダント型のマスターコントローラーにシートピア人は気付かなかったため、ジェットジャガーを吾郎たちに奪還される。ジェットジャガーは怪獣島へゴジラを呼びに行った後に日本へ戻り、頭脳部分に刺激を受けたことで正義を守る自我に目覚め、ゴジラが到着するまで自分が戦うという強い意志の力で巨大化し、メガロに立ち向かう。まもなく、シートピア国王がM宇宙ハンター星からガイガンを呼び寄せたため、ジェットジャガーはメガロとガイガンによって劣勢に陥るが、そこにゴジラが駆けつける。ジェットジャガーとゴジラの強力タッグの前にガイガンは宇宙へ逃げ去り、シートピアもメガロを撤退させて地上人への報復を断念する。
戦いを終えたジェットジャガーは等身大に戻り、自我を失う。吾郎たちは、ジェットジャガーが再び自我を持つ必要のない平和な世界を望みながら、帰途に就くのだった。

## 登場人物
伊吹 吾郎（）
ジェットジャガーを一人で製作した電子工学者。

陣川 博（）
プロレーサーで、吾郎の後輩。

伊吹 六郎（）
吾郎の弟。自身も科学に精通し、ベビーライダーなどを開発する。

## 登場キャラクター
ゴジラ

ジェットジャガー

メガロ

ガイガン

アンギラス

このほか、ラドンが冒頭の「怪獣島」のシーンに登場。『怪獣総進撃』のライブフィルムを使用している。

### シートピア海底人
300万年前の地殻変動で海底へ沈没したレムリア大陸人の末裔。太平洋の海底に海底王国シートピアを築くが、地上人の行った無謀な水爆実験によって国土の一部を壊滅させられる。指揮官（国王）のアントニオは報復のために地上へ工作員を投入すると、地上人からジェットジャガーを奪ってメガロを送り込み、ジェットジャガーにメガロの水先案内をさせる。
しかし、ジェットジャガーが地上人の手に戻ってゴジラを呼びに向かったため、友好関係にあるM宇宙ハンター星にガイガンの出動を要請する。最後はゴジラとジェットジャガーにメガロとガイガンを撃退され、報復を断念する。
本作品では、イースター島のモアイ像は「シートピアがM宇宙ハンター星との連絡を取るための装置」という設定になっている。
シートピアの名前の由来は、「シー（sea=海）＋ユートピア」。英字表記は「SEATOPIA」。
アントニオと女官の頭には、メガロの顔を模した装飾品が着けられている。
- 資料によってはシートピア海底王国人[出典 22]、シートピア人[74]と記述している。
- シートピアの設定は、『モスラ』のインファント島や『海底軍艦』のムウ帝国などとの共通点がみられるが、それらが土着的なイメージであったのに対し、白と銀を基調としてギリシア神話風の衣裳で神秘性を強調したものとなっている[46]。
- 王国内の風景は、マットアートで表現された[86]。
- 銃のプロップは、『怪獣大戦争』でのX星人の銃から『怪獣総進撃』でのムーンライトSY-3号乗組員の銃に流用されたものを、赤く塗り替えている[87]。
- 書籍『東宝特撮映画全史』では、『海底軍艦』に登場するムウ帝国との類似性を記述している[57]。

## 登場兵器・メカニック

### 架空
ドルフィン号（いるかボート、イルカ型ボート）
伊吹吾郎が開発した1人乗りの小型ボート。六郎が北山湖で試乗していたが、地割れに湖水ごと巻き込まれる。
- ミニチュアは、長沼孝が制作した。

ベビーライダー
伊吹六郎が制作した小型オートバイ。六郎が走行中にシートピアに拉致される。
- メーサー殺獣光線車
- 多目的戦車
- ミサイル戦車
- 24連装ロケット砲車
- 支援ヘリコプター

### 実在
- 61式戦車[92][33]（61式中戦車[93]）
- 三菱・ジープ
- F-86F戦闘機[出典 23]（F-86Fセイバー旭光[92]）
- TH-55J練習ヘリコプター[96][97]（偵察用ヘリコプターTH-55J[92]）[注釈 8]
- 60式106mm無反動砲

## キャスト
- 伊吹吾郎[出典 24]：佐々木勝彦
- 陣川博[出典 25]：林ゆたか
- 伊吹六郎[出典 26]：川瀬裕之
- 防衛隊前線本部長[出典 27]：森幹太
- 黒服の男[出典 28]（シートピア地上工作員[103]）：富田浩太郎
- 灰色の服の男[出典 29]（シートピア地上工作員[104]）：大月ウルフ
- ダンプカーの助手[98][99]：三上左京
- 地上ワンの男[出典 30]：池田芙美夫
- ダンプカーの運転手[98][99][105]：中島元
- アントニオ[出典 31]：ロバート・ダンハム
- 海底王国無電員[98][26]：ロルフ・ジェサップ
- カースタント[出典 32]：チーム・ザンバ
- ゴジラ[98][4]：高木真二
- メガロ[98][4]：伊達秀人
- ジェットジャガー[98][4]：駒田次利
- ジェットジャガー[出典 33]：森正親
- ガイガン[4][105]：中山剣吾[注釈 9]
- 殺陣[出典 34]：渡辺高光

### キャスト（ノンクレジット）
- 防衛隊員：小松英三郎[出典 35]
- アスカ島の核実験員：中西英介[出典 36]
- ナレーション、無電員の声：市川治[112]
- アントニオの声：納谷悟朗[113]
- ラジオアナウンサーの声：村越伊知郎[114]

## スタッフ
参照
- 製作：田中友幸
- 原作：関沢新一
- 脚本：福田純
- 音楽：眞鍋理一郎
- 撮影：逢沢譲
- 美術：本多好文
- 録音：林頴四郎
- 照明：森本正邦
- 編集：池田美千子
- 演出助手：西川常三郎
- 製作担当者：篠田啓助
- 整音：東宝録音センター
- 効果：東宝効果集団
- 現像：東京現像所
- 協力：本田技研工業
- 特殊技術：中野昭慶
  - 撮影：富岡素敬
  - 美術：青木利郎
  - 特殊効果：渡辺忠昭
  - 光学撮影：宮西武史
- 監督：福田純
- 製作：東宝映像株式会社

## 主題歌
「ゴジラとジェットジャガーでパンチ・パンチ・パンチ」（東宝レコード）
作詞 - 関沢新一 / 作曲・編曲 - 真鍋理一郎 / 歌 - 子門真人
シングルレコードは、東宝レコードから1973年3月1日に発売。
「メガロをやっつけろ」（東宝レコード）
作詞 - 関沢新一 / 作曲・編曲 - 真鍋理一郎 / 歌 - 子門真人
「ゴジラとジェットジャガーでパンチ・パンチ・パンチ」のB面に収録。

## 制作
音楽は『ゴジラ対ヘドラ』（1971年）を担当した真鍋理一郎が手掛けたが、アヴァンギャルドな作風であった同作品に対し、本作品では娯楽性を意識した耳馴染みの良い楽曲としている。

### 企画
ゴジラ映画の継続について東宝内で議論となっていたが、前作『地球攻撃命令 ゴジラ対ガイガン』（1972年）がまずまずの成績を記録したことから、「人類と侵略者の戦い」「4怪獣によるタッグマッチ」というコンセプトを引き継いで制作されることとなった。特技監督の中野昭慶によれば、本作品は公開間近になって制作が決まり、製作期間は30日ほどしかなかったという。
検討用台本での題名は『ゴジラ対メガロ 海底王国全滅作戦』、準備稿での題名は『昆虫怪獣メガロ対ゴジラ 海底王国全滅作戦』となっていた。
当初、本作品の脚本は関沢新一に執筆依頼が持ち込まれたが、当時の彼は作詞業にかかりきりで執筆の時間が無く、「海底人が核実験に怒り怪獣を派遣する」という簡単な原作だけを提供した。企画立ち上げから撮入までまったく時間が無かったため、監督の福田純が脚本に起こすという体制で企画作業が進められた。

### 撮影
「東宝チャンピオンまつり」の一作となって以来、新作ゴジラ映画は低予算化が強いられ、脚本段階からさまざまな制約を受けるものとなっていた。特殊技術の中野昭慶は「とにかく低コスト、最低の時間でどこまでやれるんだという、そういった問題との取り組みがものすごくあった」と語っている。この低予算や経費削減を受け、キャスト面では新人を中心として小人数となり、ゴジラシリーズで唯一、メインキャストに女性が存在しない作品となっている。本編面でも伊吹博士の研究所やシートピア王国のセットが組まれた以外は、ほとんどロケで撮影されている。中野によると、特撮についても予算がないため、決戦シーンでは何もない荒野しか用意できず、実質的な撮影期間は1か月に満たないほどだったという。

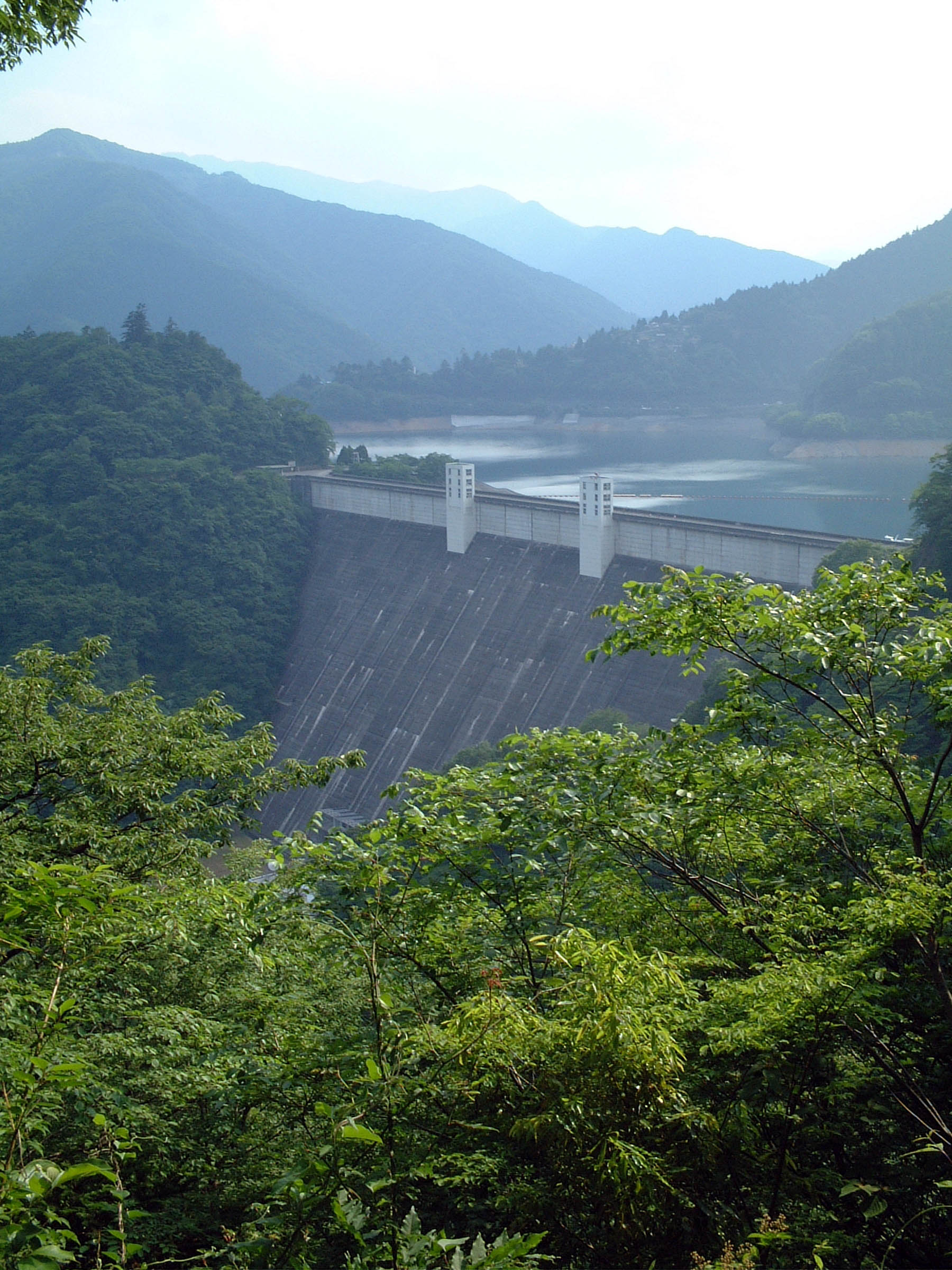
ロケが行われた奥多摩の小河内ダム

このような予算不足のため、メガロによる都市破壊のシーンには、前作同様、過去の作品からのフィルム流用が多い。中野は低予算だからしょうがないでは観客に失礼だと考え、必死に編集で補ったという。そんな中、メガロによるダム破壊シーンはオープンセットによるフルスケールのミニチュアが組まれ、迫力のある見せ場になっている。これについて、中野は「乏しい予算の中の一点豪華主義」と述べている。
怪獣同士の戦いの描写は、「怪獣タッグマッチ」がコンセプトにあり、ゴジラがVサインをしたり、メガロが尻を叩く仕草をしたりして挑発するなど、かなり人間味を帯びている。立ち回りでは、能の動きも取り入れている。中野は、関沢と相談して子供にわかりやすいよう徹底的に擬人化したと語っている。擬人化した本格的な立ち回りが採り入れられたため、撮入前に体育館を使ってアクション俳優の渡辺高光による殺陣の指導が行われた。スーツアクターは、ガイガン役の中山剣吾の誘いで集められた。
「本編にも何か見せ場が欲しい」という福田の意向で、自動車が階段や急な崖を下ったり、プレハブを突き破るなどの派手なカーチェイスシーンが撮られた。カースタントは『動脈列島』（1975年）でもスタントを担当した「チームザンバ」が行い、この撮影には特撮班もキャメラ応援を行っている。バイクに乗ったシートピア人のスタントはアントニオ役のロバート・ダンハムが担当している。
本田技研工業がタイアップに協力しており、研究所に落ちていたボタンと砂を分析するシーンは本田技研工業技術研究所にて撮影されている。
DVDのオーディオコメンタリーにおける佐々木勝彦の回想によれば、冒頭の湖にて展開するイルカの乗り物のシーンは1972年12月に本栖湖で撮影されたが、このシーンに登場する佐々木と林ゆたかは、吐く息が白く映ることから、福田にポケット・ウイスキーを飲まされたという。

## 併映作品
- 『飛び出せ!青春』（劇場用新作）[126][45]
- 『パンダコパンダ 雨ふりサーカスの巻』（劇場用作品）[126][45]
- 『ジャングル黒べえ』[45]

## 映像ソフト
- VHS 品番 TG1720[30][6]。
  - 1992年7月1日に廉価版発売[127]。品番 TG4356[128][129]。
- LD 1989年11月21日に発売[130]。当時のゴジラシリーズでは最後にLD化された[130]。品番 TLL2147[6]、TLL2487[129]
- DVDは2004年6月25日にジュエルケース版が発売[131][132]。オーディオコメンタリーは佐々木勝彦[131][132]。
  - 2008年3月28日発売のトールケース版「ゴジラ DVDコレクションIII」に収録されており、単品版も同時発売[133]。
  - 2005年4月22日発売の「GODZILLA FINAL BOX」に収録されている[134]。
  - 2014年5月14日には「ゴジラ60周年記念版」として期間限定の廉価版が発売[135]。
  - 2016年6月15日には東宝DVD名作セレクション版が発売[136]。
- Blu-ray Discは2014年7月16日発売[137]。

## 50周年記念
2023年に生誕50周年を迎えるジェットジャガー（およびメガロ）を記念し、「ジェットジャガー50」が企画される。
- 2022年の「ガイガンスーツ起動プロジェクト」と同様、原典をベースとした若狭新一によるジェットジャガーのスーツの新規制作と、同スーツを用いて中川和博による新規短編特撮の制作を応援するクラウドファンディング企画「ジェットジャガースーツ再現プロジェクト」が、2023年6月26日から開始される[138]。
- ニジゲンノモリのアトラクション「ゴジラ迎撃作戦」ゴジラミュージアム内にて2023年7月1日から2024年1月8日まで開催される企画「ジェットジャガー／メガロ特別展」において、各種展示のほかジェットジャガーとメガロを対象とした人気投票も実施される[139]。

## その他の作品
ソノシート『ゴジラ対メガロ』
朝日ソノラマより1973年3月13日に発売された。
漫画『ゴジラ対メガロ』
古城武司による漫画版が『別冊少年チャンピオン』1973年4月号に掲載された。